# Икбал, Ахсан
Ахсан Икбал (англ. Ahsan Iqbal; род. 28 сентября 1958 года, Лахор) — пакистанский государственный деятель, действующий министр планирования, реформ и развития страны. 

## Биография

### Жизнь до политики
Ахсан Икбал родился в Лахоре (провинция Пенджаб) в семье политических деятелей. Его родители были ветеранами Пакистанского движения: мать, Нисар Фатима, была членом парламента от ПМЛ-Н после успешного участия во всеобщих выборах в 1985 году. Отец Фатимы, Абдул Рехман Хан, также был политиком, который работал в Пенджабском законодательном Собрании Джаландхара в Британской Индии, до независимости Пакистана.
Ахсан учился государственных школах в Карачи и Саргодхе. В 1976 году после окончания школы, Ахсан поступил в Университет инженерии и технологии в Лахоре (UET), где начал получать образование инженера. В 1981 году окончил университет, получив степень бакалавра в области машиностроения и устроился работать на завод Millat Tractors Co в должности главного механика.
В 1984 году Икбал уволился из Millat Tractors Co и поступил в Уортонскую школу бизнеса, где получил диплом магистра в 1986 году. В 1989 году Икбал прошёл подготовительные курсы в Школе дипломатической службы Джорджтаунского университета, в 1992 году проходил общеобразовательные курсы в Оксфордском университете, а также проходил курсы в 2004 году в Гарвардском университете.

### Карьера в национальной политике
С 1980 года Ахсан принимает активное участие в политике, он был избран президентом студенческого союза на платформе Ислами Джамиат-э-Талаба (IJT) в Лахоре. В 1988 году Икбал присоединился Пакистанской мусульманской лиге (Н). В 1990 году стал управляющим директором по туризму Корпорации развития Пенджаба, а в 1993 году впервые стал членом Национальной ассамблеи страны. В 1993 году Ахсан был назначен помощником премьер-министра по делам политики. В 1997 году Икбал стал членом Комиссии планирования, где был назначен главным координатором «Программы Пакистан 2010». В 2004 году Икбал отправился в Саудовскую Аравию, где стал старшим советником городского правительства Мекки по проекту Al-Madinah Al-Monawarah Digital Economy Project. В 2008 и 2013 годах Икбал вновь успешно баллотировался в парламент Пакистана.
Министр образования Пакистана (31 марта 2008 - 13 мая 2008).

### Министр планирования, реформ и развития
С 1997 года Икбал был связан с Комиссией планирования, главным координатором проекта «Программа Пакистан 2010» он оставался до 1999 года. В 2013 году Ахсан Икбал был назначен министром планирования, реформ и развития Пакистана.
Министр внутренних дел Пакистана (4 августа 2017 - 31 мая 2018).